# سنترال بيرك
سنترال بيرك (بالإنجليزية: Central Perk) هو مقهي خيالي في مدينة نيويورك كان أبطال مسلسل أصدقاء الستة يقضون معظم أوقات فراغهم فيه.

## عن المقهي
يقع المقهي في حي غرينتش فيليج بمنهاتن. تقع شقة مونيكا ورايتشل في المبني نفسه حيث يوجد المقهي في الأسفل، وأمام شقتهما شقة جوي وتشاندلر. قام جوي بحساب المسافة بين شقته وبين المقهي في "حلقة جورج ستيفانوبولوس"، 97 خطوة. اسم المقهي عبارة عن تلاعب بالكلمات، حيث يجمع بين الكلمتين "سنترال" المُستوحاة من حديقة سنترال بارك وكلمة "بيرك" العامية التي تشير إلي القهوة. كان من المُرجح أن اسم المقهي تم ابتكاره بواسطة كُتاب المسلسل. وفقًا لدي مقال علي موقع لوبر، فإن اسم المقهي إشارة إلي حقيقة أن المكان هو ملتقي اجتماع رئيسي لشخصيات المسلسل الستة، بالإضافة إلي كونه إشارة إلي حقيقة وجوده وسط المدينة.
سنترال بيرك هو مقهي يتسكع فيه شخصيات المسلسل الرئيسية، ويتحدثون فيه، ويمرحون بداخله. يجلسون علي نفس الأريكة ونفس مجموعة الكراسي، كما لوحظ لافتة "محجوز" علي الطاولة أمام الأريكة البرتقالية. المقهي عبارة عن طاولات صغيرة وكراسي يجلس عليها الممثلون الإضافيون في الغالب. توجد تلك المقاعد خلف الأريكة البرتقالية الموجودة في منتصف المقهي. يُستخدم الكرسي الأخضر علي اليمين، وطاولة القهوة أمام الأريكة، والطاولة والكرسي علي اليسار دائمًا تقريبًا كخلفية رئيسية لأي مشهد في المقهي. كانت مقاعد الأصدقاء دائمًا متوفرة لهم حتي وأن كان المقهي مزدحمًا، لكن في بداية الحلقة الأولي من الموسم الثالث، يدخل الأصدقاء المقهي ليجدوا أماكن جلوسهم هناك قد جلس عليها أشخاص آخرون (منهم كيفن إس. برايت، ومارتا كوفمان، وديفيد كرين)، فيخرجوا مُحبطين. تم تغيير اللوحة الفنية خلف المقهي كل 3 حلقات (مثل لوحتي كينغ كونغ والعم سام)، لكن ظل تخطيط الأثاث دون تغيير إلي حد كبير طوال فترة عرض المسلسل.
في "حلقة استرجاع الذكريات"، اتضح أن المقهي كان حانة يقضي فيه الأصدقاء وقتهم. أراد صناع المسلسل أن يجتمع الأبطال الستة في حانة في البداية، لكنهم غيّروها لاحقًا إلي مقهى ظنًّا منهم أنه سيكون مكانًا أنسب لشخصيات العمل. أرادوا إنشاء مكانٍ يجلس فيه الأصدقاء الستة ويتحدثوا لساعاتٍ دون أن يَثمِلوا كثيرًا.

## طاقم الموظفين

### تيري
مالك المكان يُدعي تيري (ماكس رايت) وقد ظهر في الحلقة 9 من الموسم الأول، حيث وصف رايتشل بأنها نادلة سيئة جدًا. كما ظهر في الحلقة 6 من الموسم الثاني، حيث قرر أن يجلب عازفة محترفة لتعزف في المقهي بعد ظهر أيام الأحد تُدعي "ستيفاني"، وعندما تسائلت رايتشل بدهشة عن فيبي، وصف فيبي بأنها ليست مغنية سيئة بل مغنية سيئة جدًا لدرجة تجعله يضع إصبعه خلال عينه في دماغه وتدويره. ذُكر اسمه في الحلقة 10 من الموسم الثالث.

### غانثر
غانثر هو مدير مقهي سنترال بيرك ومُحضر القهوة بالمقهي. يُري في الغالب وهو يشغل آلة الإسبريسو أو يتعامل مع مجموعة الأصدقاء الستة.

### رايتشل غرين
عملت رايتشل في مقهي سنترال بيرك من خريف 1994 حتي شتاء 1996. كانت وظيفتها الأولي ولم تكن جيدة فيها أبدًا.
بعد أن خططت للزواج من باري وأن تصبح زوجة طبيب ثري، لم تفكر رايتشل في أي مهنة لنفسها. بعدما هربت من زفافها ومنع عنها والدها أي موارد مالية، اضطرت لإيجاد طريقة لتسديد فواتيرها وجلب قوت يومها. لم تكن تحب عملها وبعد عامان من عملها هناك، تركت الوظيفة لتنطلق في عالم الأزياء.
كانت رايتشل تعبث بالطلبات، وتخلطها، وتأخذ فترات راحة طويلة للدردشة مع أصدقائها، وتعطس في كعكات العملاء الوقحين، ولا تهتم بعملها. المُضحك في الأمر، أنه في "حلقة استرجاع الذكريات"، قبل أن تعمل نادلة، سخرت من النادلة عندما خلطت بين المشروبات قائلةً: "ما مدي صعوبة إعداد شرابين بالشكل الصحيح؟" كانت تسعي للحصول علي وظيفة بالأزياء منذ الموسم الأول لكن دون جدوي، فقررت ترك عملها بالمقهي للسعي وراء حلمها، خصوصًا بعدما كلف تيري غانثر بإعادة تدريبها. عملت في بيت أزياء فرتشوناتا كمساعدة المدير، ثم انتقلت إلي متجر بلومينغديلز.

### جوي تريبياني
عمل جوي في المقهي في الحلقة 12 بالموسم السادس. بعدما بدأت مسيرته التمثيلية تنحدر، أقنعه غانثر بالعمل في المقهي بعدما ذكر له معاناته من ضائقة مالية ولا يمكنه دفع ثمن القهوة حتي. حاول في البداية إخفاء وظيفته عن أصدقائه لكن دون جدوي. طُرد من عمله بواسطة غانثر لأنه أغلق المقهي في منتصف النهار لمدة ساعة بسبب رغبته في الذهاب للقيام بتجربة أداء في نفس الوقت الذي تُرك فيه مسئولاً عن المقهي لأن غانثر ذهب ليصبغ شعره، لكن رايتشل أعادت له وظيفته لاحقًا. لوحظ أنه لم يأخذ وظيفته علي محمل الجد ويتحدث كثيرًا مع أصدقائه أثناء ساعات عمله، كما يقدم طلبات مجانية للنساء الجذابات ويحصل علي مواعيد أكثر من قبل. نتيجة لذلك، يعطيه غانثر أجر أقل لأنه خصم ثمن الطلبات المجانية التي قدمها. تتطور مسيرته التمثيلية لاحقًا بعدما يحصل علي دور البطولة في مسلسل ماك وتشيز، مما يجعله يترك وظيفته في المقهي. يتبين أنه نسي إخبار غانثر بأنه استقال، لكن غانثر ذكر أنه كان سيطرده علي أي حال.

### فيبي بوفيه
عملت فيبي في المقهي نادلةً أيضًا.

## الأنشطة الترفيهية
كانت فيبي الشخصية الأبرز في الترفيه بالمقهي لأنها كانت تعزف موسيقاها هناك. غنت العديد من الأغاني هناك، بما في ذلك "القط ذو الرائحة الكريهة" التي أصبحت أشهر مادة فكاهية بالمسلسل. استُبدلت فيبي بستيفاني شيفر (كريسي هيند) في حلقة واحدة، وهي فنانة محترفة عيّنها تيري. عزف روس موسيقاه علي لوحة المفاتيح الخاصة به هناك مرتين لمدة حلقة واحدة. غنت ليزلي (إليزابيث دايلي)، شريكة فيبي السابقة في الغناء، هناك مرة واحدة.

## الشعار

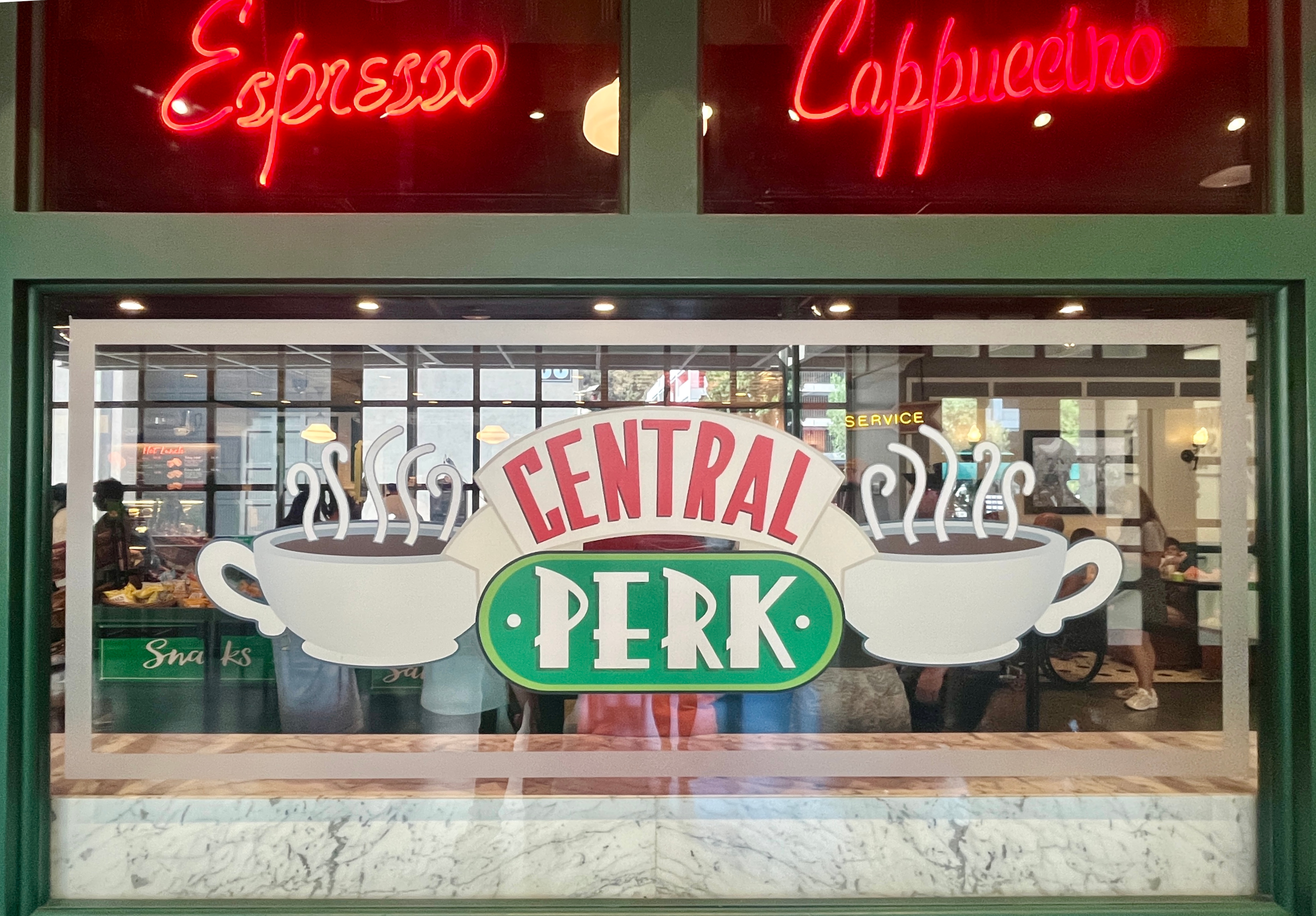

شعار المقهي هو عبارة عن فنجان قهوة ساخن مع اسم "سنترال بيرك" بالخط الأسود العريض. يهدف الشعار إلي بعث إحساس بالدفء والراحة، بالإضافة إلي فكرة مقهي دافئ لتجمع الأصدقاء والمتحدثين. يضمن الشعار أنه "لا شك أن هناك رفيقًا في المقهي، ولن يكون أحدٌ وحيدًا." أصبح الشعار مميزًا ونُسخ بعدة أشكال مثل اللافتة النيون، ولافتة فنجانين قهوة ساخنين يتوسطهما كلمة سنترال باللون الأحمر داخل إطار أصفر فاتح اللون، وأسفلها كلمة بيرك باللون الأبيض داخل إطار أخضر. صمم الشعار مايكل بروزا.

## الأريكة البرتقالية

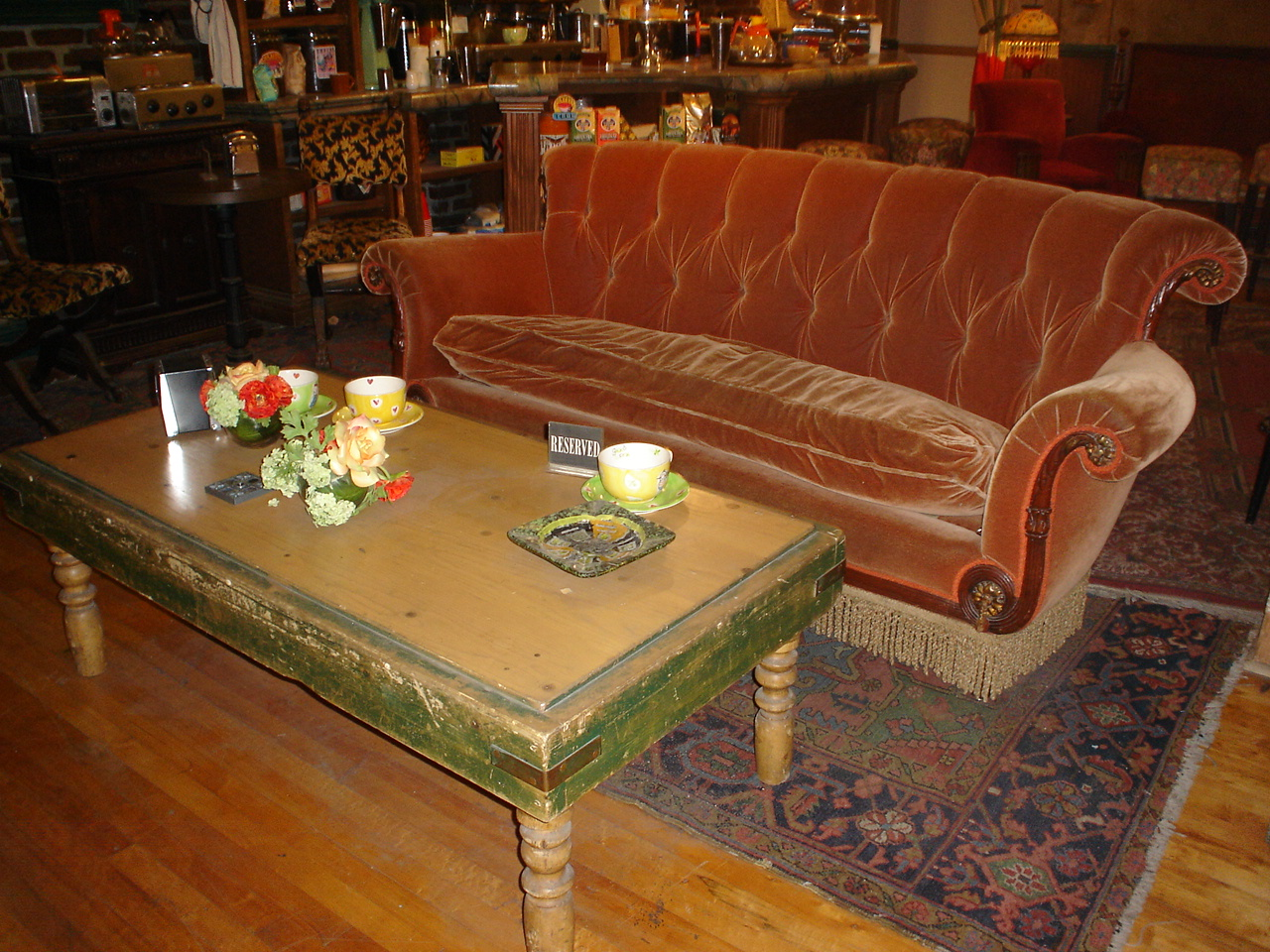

جاءت الأريكة البرتقالية نتيجة بحث مصمم الديكورات غريغ غراندي، حيث وجدها في منطقة التخزين بالطابق السفلي بإستوديو وارنر بروس، بربانك، كاليفورنيا. كانت تتسع لأربع أشخاص. يوجد مقعد أخضر يمين الأريكة يجلس عليه أحد الأصدقاء وعلي يسار الأريكة توجد طاولة دائرية صغيرة مع مقعد، أما أمام الأريكة، فتوجد منضدة مستطيلة. نادرًا ما يجلس أحد آخر علي هذه الأريكة، فالأصدقاء يعتبرونها لهم.
في الحلقة 21 بالموسم الثاني، سرق شابان متنمران مكان جلوس الأصدقاء الستة بالمقهي، كما سرقا قبعة تشاندلر. وفي افتتاحية الحلقة 24 بالموسم الثالث، جاء كل من روبن ويليامز وبيلي كريستال إلي المقهي وطلبا من الأصدقاء أن يتنحوا جانبًا لكي يجلسا، وتحدثا محادثة شخصية سمعها الأصدقاء. في إحدي الحلقات، كان تشاندلر جالسًا يقرأ في المقهي حينما جاء شاب وحاول الجلوس علي الكرسي الأخضر، فيبعده تشاندلر بسرعة. كذلك في إحدي الحلقات بالمسلسل، اشتكت رايتشل من الجلوس بجانب النافذة بدلاً من الجلوس علي الأريكة.
نجد أيضًا هذه الأريكة قد ظهرت في تتر المسلسل أمام النافورة الضخمة التي رقص حولها الأصدقاء الستة. وفي نهاية التتر جلسوا جميعا عليها قبل أن تطفئ مونيكا المصباح علي اليمين.

## التأثير الثقافي
ألهم مقهي سنترال بيرك العديد من الأماكن المستوحاة منه. أسس رجل الأعمال الإيراني مجتبى أساديان سلسلة سنترال بيرك في عام 2006، مسجلاً الاسم في 32 دولة. استُلهمت ديكورات المقاهي من مسلسل أصدقاء، حيث تضمنت أرائك، ومنضدات، ولوحات نيون، وطوب يشبه ديكور المقهي بالمسلسل. كما تحتوي المقاهي علي لوحات لشخصيات المسلسل المختلفة، ويعرض التلفزيون حلقاته. شملت تلك السلسلة مقهي موجود في دبي، والذي حضر افتتاحه الرسمي النجم جيمس مايكل تايلر، والذي لعب دور غانثر في المسلسل.
توجد مقاهي سنترال بيرك أخري في ليفربول الذي افتُتح في أبريل 2012، وتشستر الذي افتُتح في أبريل 2013. أُغلق هذان المقهيان في 2016، كما أُغلق مقهي ثالث موجود في شارع هاتون غاردن، مدينة لندن معهم. افتتح رجل الأعمال دو شين مقهي سنترال بيرك في بكين في مبني سكني بالطابق السادس عام 2010، وصنع أيضًا نسخة طبق الأصل من شقة جوي. حقق المقهي نجاحًا كبيرًا، مما دفع شين إلي افتتاح مقهي آخر في شانغهاي عام 2012. تواجدت نسخة طبق الأصل من مقهي سنترال بيرك في لندن، 67 شارع برودويك، سوهو، من 24 سبتمبر إلي 7 أكتوبر 2009. ضم المقهي جدرانٌ من الطوب الأحمر المُزيّف، وملصقات سنترال بيرك الكبيرة علي النوافذ، وسوار "أفضل الأصدقاء" الخاص بجوي، وكأس غيلر الذي تنافس عليه بشراسة روس ومونيكا وهما صغيران.
أُعيد بناء المقهي كجزء من معروضات متحف في استوديوهات وارنر بروس وظهر في برنامج إلين دي جينيريس في أكتوبر 2008. زارت وقتها جينيفر أنيستون موقع التصوير لأول مرة منذ انتهاء المسلسل في 2004.

## الإرث
في مسلسل قناة نيكلوديون مبتكرو الألعاب، الموسم الثاني، الحلقة 18، دخل أبطال العمل إلي مقهي يشبه مقهي سنترال بيرك وكان مدير المتجر يشبه غانثر. عندما سألوه إن كان بإمكانهم الجلوس علي الأريكة، رد عليهم أنه كان يوفرها لبعض الأصدقاء، لكن نظرا لعدم قدومهم لمدة عقد تقريبًا (12 عامًا منذ انتهاء عرض المسلسل)، فيمكنهم الجلوس. و
في 1 سبتمبر 2019، احتفالاً بمرور 25 عامًا منذ عرض المسلسل لأول مرة، أطلقت مجموعة ليغو إصدارًا عبارة عن مجموعة رسمية ونسخة طبق الأصل من سنترال بيرك. تتضمن المجموعة ركن الأصدقاء للجلوس، بما في ذلك الأريكة البرتقالية، والمسرح الذي تغني فيه فيبي، بالإضافة إلي غيتارها، والركن الذي يُعد فيه غانثر القهوة، والنافذة التي تحمل شعار سنترال بيرك وغيره. تشمل المجموعة أيضًا سبع أشخاص، الأصدقاء الستة وسابعهم غانثر.
أظهر مقطع فيديو ترويجي طرحته شركة نتفليكس ثنائي الريمبراندتس وهما يغنيان أغنية "سأكون هناك من أجلك"، مع غانثر يتفاعل مع الأداء ثم يقدم لهما القهوة في نهاية الفيديو.